# Robert Berdella
Robert Andrew « Bob » Berdella né le 31 janvier 1949 à Cuyahoga Falls dans l'Ohio aux États-Unis et mort le 8 octobre 1992, était un tueur en série américain de Kansas City (Missouri) qui viola, tortura et tua au moins six hommes entre 1984 et 1987.

## Biographie
Berdella a étudié au Kansas City Art Institute de 1967 à 1969. Pendant cette période, il fut condamné avec sursis pour avoir vendu des amphétamines. Il fut ensuite arrêté pour possession de LSD et de marijuana, mais les accusations furent abandonnées faute de preuves. En 1969, il acheta la maison au 4315 Charlotte Street, qui sera la scène de ses crimes. Il travailla comme chef et finit par ouvrir le Bob’s Bizarre Bazaar, une boutique d'articles fantaisies qui vendait aussi des articles pour les pratiques occultes.

## Meurtres
Berdella a été appréhendé le 4 avril 1988, après qu'une victime (Christopher Bryson), qu'il avait torturée pendant une semaine, sauta, nue, du deuxième étage de sa maison. À ce moment-là, il avait déjà enlevé et torturé au moins six jeunes hommes, et le Département de Police de Kansas City le suspectait dans deux autres disparitions. Berdella tenait un journal détaillé sur les tortures qu'il faisait subir à ses victimes mais aussi des polaroïds de celles-ci. Un grand nombre d'images furent récupérés par le Département de Police de Kansas City, et restèrent en leur possession. Il a déclaré qu'il essayait « d'aider » certaines de ses victimes en leur donnant des antibiotiques après les avoir torturées. Il essaya d'arracher un œil à une de ses victimes « pour voir ce qui se produirait ». Il enterra un crâne d'une de ses victimes dans son jardin, et jeta les restes des corps démembrés aux ordures. La police ne récupéra jamais les corps et les laissa à la décharge.
Quelques mois avant son arrestation, Berdella fut ramené chez lui par les clients du bar qu'il fréquentait, car il était trop ivre pour conduire. Sur le chemin, Berdella raconta des histoires au sujet des jeunes hommes qu'il avait enlevés et torturés pendant les mois précédents. Personne ne le prit au sérieux vu son état d'ébriété. Il déclara que le film L'Obsédé de William Wyler, tiré du roman du même nom de John Fowles, dans lequel le protagoniste enlève et emprisonne une jeune femme, l'avait inspiré pendant son adolescence.

## Victimes
- Jerry Howell, 20 ans disparu le 5 juillet 1984
- Robert Sheldon, 18 ans disparu le 19 avril 1985
- Mark Wallace, 20 ans disparu le 22 juin 1985
- James Ferris, 20 ans disparu le 26 septembre 1985
- Todd Stoops, 21 ans disparu le 17 juin 1986
- Larry Pearson, 20 ans disparu le 9 juillet 1987

## Mort
Robert Berdella est mort en 1992 d'une crise cardiaque, après avoir écrit une lettre au ministère pour se plaindre que l'administration pénitentiaire ne lui donnait pas ses médicaments pour le cœur.

## Documentaires télévisés
- « Bob Berdella, le boucher de Kansas City » dans Portraits de criminels sur RMC Story et sur RMC Découverte.